# Adolphe Cayron
Adolphe Cayron (Sonnac, 28 settembre 1878 – Villeneuve-le-Roi, 7 settembre 1950) è stato un pistard francese.
Partecipò ai Giochi olimpici di Parigi nella gara di velocità, dove fu eliminato in semifinale, e nella corsa a punti, dove giunse sesto.

## Piazzamenti

### Competizioni mondiali
- Giochi olimpici

Parigi 1900 - Corsa a punti: sesto